# 19348 Cueca
19348 Cueca è un asteroide della fascia principale. Scoperto nel 1997, presenta un'orbita caratterizzata da un semiasse maggiore pari a 2,8852234 UA e da un'eccentricità di 0,0393827, inclinata di 1,80242° rispetto all'eclittica.